# Masashi Kudō
Masashi Kudō (jap. 工藤 政志 Kudō Masashi; * 24. August 1951 in Akita, Japan) ist ein ehemaliger japanischer Boxer und WBA-Weltmeister.

## Profikarriere
Bereits in seinem 6. Kampf gewann er den vakanten japanischen Meistergürtel im Mittelgewicht, welchen er mehrmals verteidigen konnte. Am 9. August 1978 gelang es ihm im Halbmittelgewicht Eddie Gazo über 15 Runden durch Mehrheitsentscheidung den WBA-Weltmeistertitel abzunehmen. Diesen Titel verteidigte er gegen Ho Joo und zweimal in Folge gegen Manuel Ricardo Gonzalez. Im Oktober 1979 verlor er ihn an den bis dahin ungeschlagenen Ayub Kalule (30-0-0) durch einstimmigen Beschluss. Nach dieser Niederlage, die die einzige in seiner gesamten Profikarriere war, beendete Kudo seine Karriere.